# Sanyo
SANYO Electric Company, Limited (japonsky:三洋電機株式会社 Sanja Denki kabušiki GAIS) byla japonská elektrotechnická společnost a člen Fortune 500 se sídlem v japonském městě Moriguči v prefektuře Osaka. Společnost se zaměřovala na střední trh a měla před odprodejem Panasonicu přes 230 poboček a dceřiných firem.

## Historie
21. prosince 2009 ukončil Panasonic akvizici 50,2 % akcií firmy Sanyo v hodnotě 400 miliard jenů (cca 3,5 miliardy eur), čímž se Sanyo stala dceřinou firmou Panasonicu. V červenci 2010 Panasonic oznámil, že získal i zbylé akcie Sanya. Konečně v roce 2012 přestal Panasonic nabízet výrobky pod tímto jménem koncovým spotřebitelům.